# Johan Skjoldborg

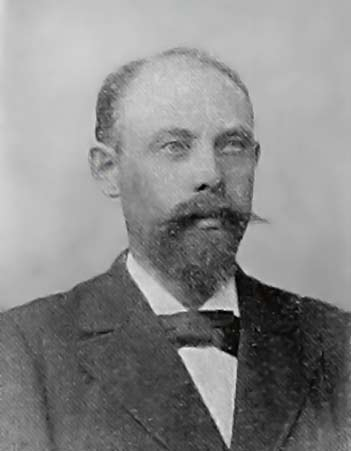
Johan Skjoldborg

Johan Skjoldborg (* 27. April 1861 in Vester Hanherred bei Thisted; † 22. Februar 1936) war ein dänischer Dichter und Schriftsteller.

## Leben
Skjoldborg wurde 1861 in Vester Hanherred bei Thisted geboren, wo sein Vater als Kleinbauer und Schuhmacher arbeitete. Sein Elternhaus liegt am Bygholmvejlevej. Johan Skjoldborg arbeitete 20 Jahre lang als Lehrer auf dem Land, bis er diese Arbeit zu Gunsten seiner Tätigkeit als Schriftsteller und für Vortragsreisen aufgab. 
In seinen Erzählungen, Romanen, Schauspielen und Vorträgen setzte er sich für eine Verbesserung der Lebensbedingungen der Bauern ein. Sein wichtigster Roman En Stridsmand (ein Kämpfer) ist den Kleinbauern gewidmet. 
Skjoldborg versuchte sich auch selbst als Kleinbauer auf der Halbinsel Dynæs bei Himmelbjerget, südöstlich von Silkeborg. Dynæs wurde ein beliebter Treffpunkt. Dort entstanden viele seiner populären Gedichte und Lieder.